# Niort
Niort [njɔʁ] ist eine französische Gemeinde in der Region Nouvelle-Aquitaine im Westen des Landes. Sie ist Verwaltungssitz (Präfektur) des Départements Deux-Sèvres, Hauptort (Chef-Lieu) des Arrondissements Niort und ebenfalls Hauptort der drei Kantone Niort-1, Niort-2 und Niort-3.

## Geographie

### Lage
Die Stadt mit liegt in einer fruchtbaren Ebene am Rand des Sumpfgebietes Marais Poitevin, 63 Kilometer östlich von La Rochelle am Fluss Sèvre Niortaise, dessen geschlängeltes Tal in jüngerer Zeit in einen Grüngürtel umgewandelt wurde.
Ursprünglich war die ganze Gegend um Niort ein Sumpfgebiet. Der atlantische Golf von Pictons zog sich auf einer Breite von 30 Kilometern langsam ins Landesinnere zurück und vermischte sich mit der Sèvre Niortaise, die in diesem flachen Gebiet Mäander bildete. In der Landschaft entstanden zahlreiche Inseln, die jedoch fast ganzjährig mit Brackwasser bedeckt waren. Ab dem 11. Jahrhundert wurde der Sumpf schrittweise trockengelegt, wobei sich vor allem Benediktinermönche aus verschiedenen örtlichen Abteien verdient machten. Während des Hundertjährigen Krieges und der Hugenottenkriege ruhte diese Arbeit weitgehend. Erst Anfang des 17. Jahrhunderts wurde die Drainage unter dem französischen König Heinrich IV. mit Hilfe von holländischen Ingenieuren wieder aufgenommen. Im Laufe der Generationen wurden 80.000 Hektar Sumpfgebiet trockengelegt.
Niort lag von 1996 bis 2014 im Parc interrégional du Marais poitevin, der 1979 unter dem Namen Parc naturel régional du Marais poitevin als Naturpark mit dem Ziel gegründet wurde, die ökologisch empfindliche Landschaft in der Gegend zu schützen. Ende 1996 wurde ihm der Status „Naturpark“ aberkannt, was die vorübergehende Namensänderung erklärt. 2014 wurde ihm der Status wieder zuerkannt und er gehört heute zum Regionalen Naturpark Marais Poitevin.

### Klima
Das Klima ist ozeanisch geprägt, die Winter sind somit mild. Im langjährigen Durchschnitt werden pro Jahr 1934 Sonnenstunden und 890 Millimeter Niederschlag gemessen. Nebel tritt an 49 Tagen auf.

### Eingemeindungen
Zwischen 1964 und 1972 fusionierten folgende vier Gemeinden mit Niort: Souché am 21. Juni 1964, Sainte-Pezenne am 16. April 1965, Saint-Florent am 1. Januar 1969 und Saint-Liguaire am 1. Januar 1972.

## Geschichte

### Namensherkunft
Der Ortsname leitet sich von einem keltischen (gallischen) Begriff, der latinisiert Novioritum lautet, ab. Es ist ein Zusammenzug der beiden Wörter novum für ‚neu‘ und rito für ‚Furt‘. Der Ortsname Niort ist somit als die ‚neue Furt‘ (an der Sèvre) zu verstehen.

### Wappen
Der azurblaue Hintergrund ist mit güldenen Fleurs-de-Lis besät. Im Vordergrund steht ein silberner Befestigungsturm, der von einem kleineren Turm derselben Farbe gekrönt ist, beide Türme sind schwarz gemauert. Das Ganze wird im Schildfuß von einem silbernen Fluss getragen.

### Vorgeschichte und Antike

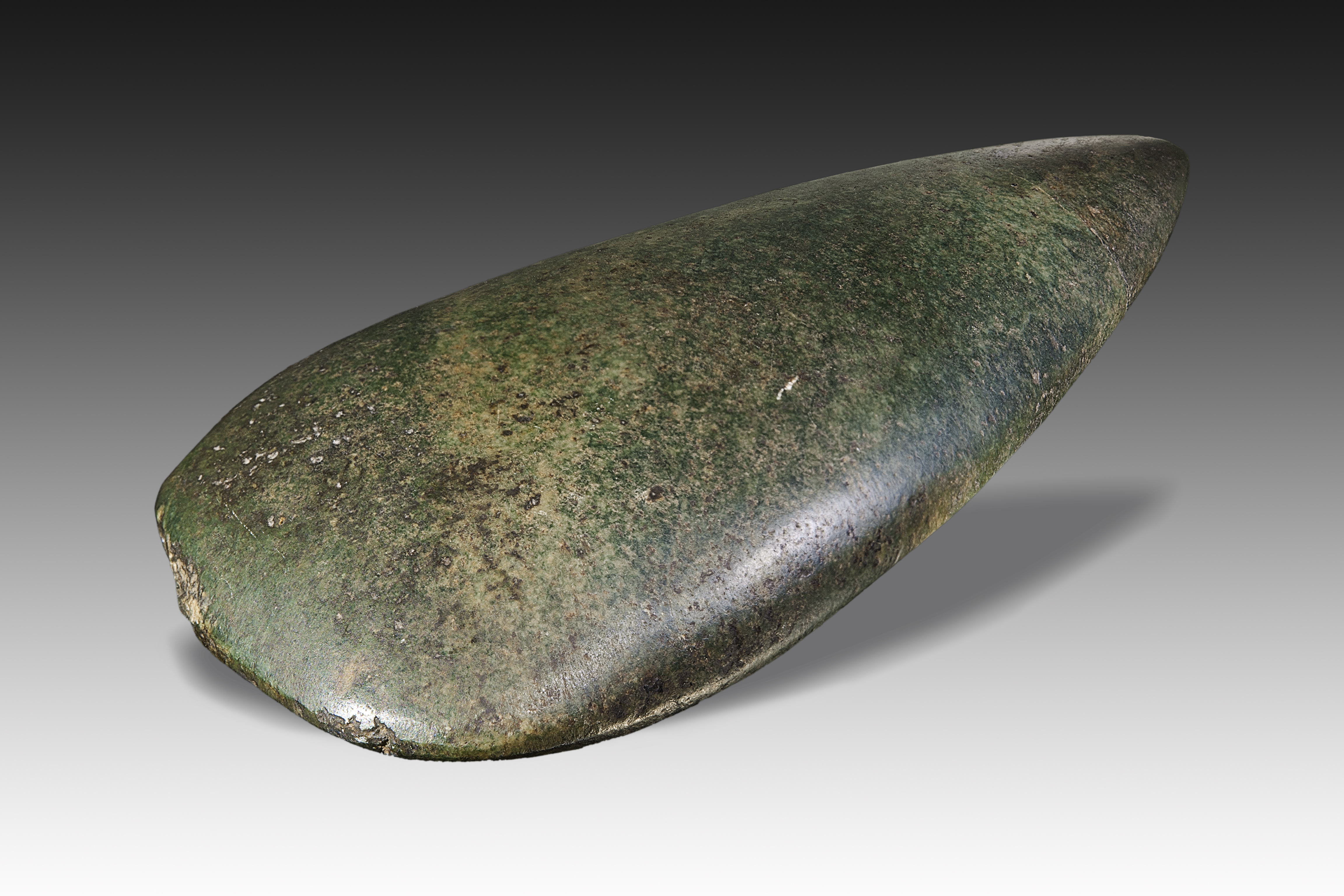
Jungsteinzeitliche Axt aus poliertem Eklogit. Fund aus Niort, ausgestellt im Muséum de Toulouse

Die Besiedlung der Region ist für die Jungsteinzeit und die frühe gallo-römische Zeit nachgewiesen, wobei sich die archäologischen Funde in der Flussschleife der Sèvre Niortaise verdichten. Bei der Datierung der Gegenstände fällt auf, dass die Kette kurz nach der Eroberung Galliens durch die Römer abbricht (was für die Gegend atypisch ist), so dass anzunehmen ist, dass die Siedlung noch im 1. Jahrhundert vor Christus aufgegeben wurde. Weshalb der Ort, der früher vermutlich ein Handelszentrum war, von den Römern fallen gelassen wurde, ist nicht bekannt. Im 5. Jahrhundert, zur Zeit des Zusammenbruches des Weströmischen Reiches, wurde die Gegend von den Westgoten gehalten. Im Jahr 507, nach der Schlacht von Vouillé, wurden die Westgoten von den Franken vertrieben.

### Mittelalter
Die ersten schriftlichen Aufzeichnungen von Niort stammen aus dem 6. Jahrhundert. Darin werden zwei Weiler auf dem Hügel erwähnt, die man Notre-Dame und Saint-André nannte. Von der erhöhten Lage versprach man sich Schutz in einer Zeit, in der politische Strukturen fast gänzlich fehlten. In friedlichen Zeiten konnte die Sèvre als Handelsweg genutzt werden und in unruhigen Zeiten hatte man wenigstens den Überblick über das Tal und etwas Schutz vor anrennenden Horden. Im Jahre 940 wurde Niort von den Normannen geplündert.
Ab dem Hochmittelalter unterstand die Stadt der Grafschaft Poitou, die später im Herzogtum Aquitanien aufging. Eleonore von Aquitanien heiratete zuerst den französischen König Ludwig VII. (1137), später – nach der Scheidung – den nachmaligen englischen König Heinrich II. (1152) und brachte das Herzogtum als Mitgift in die jeweilige Krondomäne ein. 1204 trotzten die Stadtbürger der inzwischen betagten Eleonore einen Freiheitsbrief ab. Niort unterstand seitdem einem so genannten Consulat. Eleonores Gatte Heinrich II. und ihr gemeinsamer Sohn Richard Löwenherz ließen die Zitadelle mit einer 2.800 Meter langen Mauer befestigen. Im Jahre 1244 wurde Niort wieder französisch. 1285 erhielt die Stadt den Status eines Freihafens. Im Zuge des Hundertjährigen Krieges wehrte Niort 1346 zwar den Angriff von Henry of Grosmont, 1. Herzog von Lancaster, erfolgreich ab, wurde aber dennoch 1360 im Friede von Brétigny an die Engländer übergeben. Bertrand du Guesclin nahm die Stadt am 23. März 1372 schließlich definitiv für Frankreich ein. Dabei soll er sich einer List bedient haben: Zweihundert seiner tapfersten Soldaten wurden in englische Uniformen gekleidet. Die düpierte Wache senkte daraufhin die Zugbrücke und die getarnte französische Vorhut begann mit der Entwaffnung der Engländer.
Während des Aufstandes des Adels gegen König Karl VII., ein Ereignis, das unter dem Namen Praguerie bekannt ist und in das auch der Dauphin verwickelt war, schlug letzterer 1440 gegen Gewährung zahlreicher Privilegien an die Bevölkerung sein Lager in Niort auf. Diese Zugeständnisse sowie das Markt- und Messerecht bestätigte der vormalige Dauphin im Jahr 1461 als König Ludwig XI. von Frankreich.
Im 14. Jahrhundert verdankte Niort seine Bekanntheit den Webern und Gerbern der Stadt. Gegen Ende des Mittelalters wurde die Schifflände unter der Leitung des Grafen Jean de Berry ausgebaut und die Wasserstraße der Sèvre besser an den Atlantik angebunden. In dieser Zeit erlebte Niort einen markanten Bevölkerungsaufschwung; es wurden Salz, Fisch, Weizen, Wolle und Felle nach dem burgundischen Flandern und nach Spanien exportiert.

### Neuzeit
1557 konnten sich die Hugenotten in der Stadt zwar durchsetzen, doch wurde Niort nach der Schlacht bei Moncontour im Jahre 1569 von den katholischen Truppen des französischen Königs Karl IX. eingenommen. Die Nacht vom 27. zum 28. Dezember 1588 verlief für die Stadt sehr blutig: Die Hugenottenführer Louis de Saint-Gelais und Théodore Agrippa d’Aubigné fielen mit ihren Söldnern in Niort ein und es kam zu Mord, Plünderung und Brandstiftung. Im Jahre 1627 wurde Niort erneut katholisch, doch hielten sich Protestanten noch bis 1685 in der Stadt. Viele Hugenotten zogen es allerdings vor zu fliehen, wobei Kanada als Exilland im Vordergrund stand. Pierre de Villiers und einige seiner Verwandten aus der Familie De Villiers de Princay emigrierten in die Kapkolonie. Seine Nachkommenschaft ist im Besitz von Weingütern und führt den Titel Baron de Villiers. In der Folge wurde Niort zu einem wichtigen Umschlagplatz für Häute und Felle, die in Nordamerika den Indianern abgehandelt wurden. Dieser Handel kam Mitte des 18. Jahrhunderts zum Erliegen, als Frankreich Kanada im Siebenjährigen Krieg verlor. Dennoch zählte man am Vorabend der Französischen Revolution in der Stadt rund dreißig Walkmühlen zur Herstellung und Veredelung von Stoffen, Leder sowie Filz und mehr als dreißig Kavallerieregimenter statteten sich dazumal in Niort mit Lederhosen aus.

### Neuere Geschichte
Die Lederindustrie von Niort ging graduell zurück und starb im 20. Jahrhundert ganz aus. Während der Befreiung Frankreichs im Zweiten Weltkrieg verloren am 7. Juni 1944 bei einem fehlgeleiteten Bombardement der Alliierten rund 40 Einwohner ihr Leben. Das eigentliche Ziel waren der Rangierbahnhof und eine Fabrik für Zünder, die von der Wehrmacht betrieben wurde.

### Bevölkerungsentwicklung
| Gemeinde                           | 1936     | 1946     | 1954     | 1962     | 1968     | 1975   | 1982   | 1990   | 1999   | 2010   |
| ---------------------------------- | -------- | -------- | -------- | -------- | -------- | ------ | ------ | ------ | ------ | ------ |
| Souché (1964 eingemeindet)         | 1.217    | 1.423    | 1.589    | 2.386    |          |        |        |        |        |        |
| Sainte-Pezenne (1965 eingemeindet) | 1.819    | 2.118    | 2.365    | 3.029    |          |        |        |        |        |        |
| Saint-Florent (1969 eingemeindet)  | 2.448    | 2.790    | 2.876    | 3.644    | 4.925    |        |        |        |        |        |
| Saint-Liguaire (1972 eingemeindet) | 1.237    | 1.323    | 1.390    | 1.945    | 2.590    |        |        |        |        |        |
| Niort                              | 27.830   | 32.752   | 33.167   | 37.512   | 48.469   |        |        |        |        |        |
| Niort (heutige Ausdehnung)         | (34.551) | (40.406) | (41.382) | (48.516) | (55.984) | 62.267 | 58.203 | 57.012 | 56.661 | 57.325 |

## Wirtschaft und Verkehr

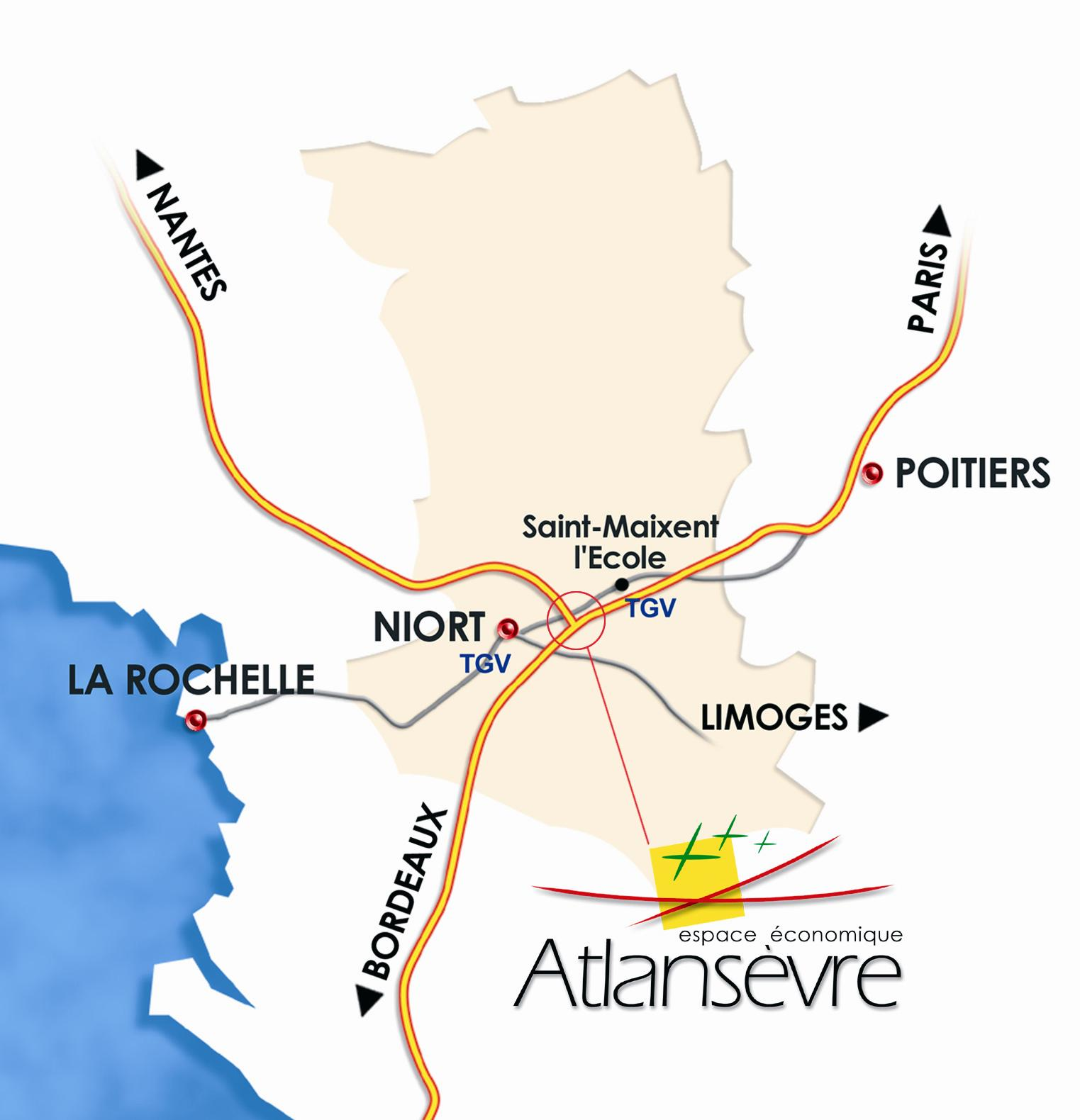
Verkehrsanbindung von Niort

Während Niort früher ein Zentrum der Leder- und Tuchindustrie mit den branchenspezifischen Märkten und Messen war, hat sich die Stadt heute zu einem wichtigen Finanz- und Versicherungszentrum gewandelt. Der Automobilhersteller Automobiles Barré musste 1930 aufgrund der weltweiten Wirtschaftskrise die Produktion wieder einstellen.
Der Dienstleistungssektor insgesamt beschäftigt in Niort rund 28.000 Mitarbeiter. Der wichtigste Arbeitgeber der Stadt (und auch des Départements  Deux-Sèvres) mit 2.884 Angestellten (Stand 2009) ist das städtische Krankenhaus von Niort. Die regionale Verbraucherausstellung Foirexpo de Niort, welche jedes Jahr Ende April stattfindet, zog 2012 mehr als 100.000 Besucher an. Dank der guten Anbindung an das Autobahnnetz, dem Rangierbahnhof und der relativen Nähe zum Hafen von La Rochelle hat sich Niort auch zu einem Logistikzentrum entwickelt, insbesondere für die Verteilung von Lebensmitteln und pharmazeutischen Produkten. Atlansèrve nennt sich eine 450 Hektar große Gewerbezone, welche sich in der südöstlichen Nachbargemeinde La Crèche ausbreitet und mehr als hundert Unternehmen vereinigt. Das Geschäftsviertel im Zentrum der Stadt wurde zwischen 2009 und 2012 zur Fußgängerzone umgestaltet.
Im Stadtviertel Niort-Noron befindet sich der Hauptsitz der Mutuelle d’assurance des instituteurs de France (MAIF), eine Versicherungsgesellschaft, die ursprünglich für Lehrpersonal gedacht war. Die Mutuelle d’assurance des artisans de France (MAAF), welche sich anfangs an Handwerker richtete, ist in derselben Geschäftssparte tätig und hat ihre Zentrale im Stadtteil Niort-Chauray. Beide Konzerne, die in großen, modernen Gebäuden untergebracht sind, stehen heute mit einer breiten Palette von Versicherungsleistungen allen Interessierten offen und beschäftigen weltweit je rund 7.000 Angestellte.
Niort liegt an der Bahnstrecke Saint-Benoît–La Rochelle-Ville, die von TGV- und TER-Zügen bedient wird. Die Fahrt vom Bahnhof Paris-Montparnasse dauert mit dem TGV im besten Fall 2 Stunden und 10 Minuten, nach La Rochelle-Ville benötigt der Zug 35 Minuten.
Der Radwanderweg Nr. 43, Vélo Francette, von Ouistreham (Calvados) nach La Rochelle (Charente-Maritime) führt durch Niort.

## Sport
Der Fußballverein Chamois Niort  spielte in der Saison 1987/88 in der obersten französischen Liga, ein einmaliges Ereignis für Niort. Er trägt seine Heimspiele im Stadion Stade René Gaillard aus. Der Name Chamois erinnert an die Herstellung von Sämischleder (auch Chamoisleder genannt), für welche die Stadt einst bekannt war und das traditionell aus Fellen von Gämsen (frz. Chamois) gegerbt wurde.

## Sehenswürdigkeiten
Das Kulturerbe von Niort umfasst zurzeit 23 offiziell unter Denkmalschutz stehende  Objekte.

### Donjon

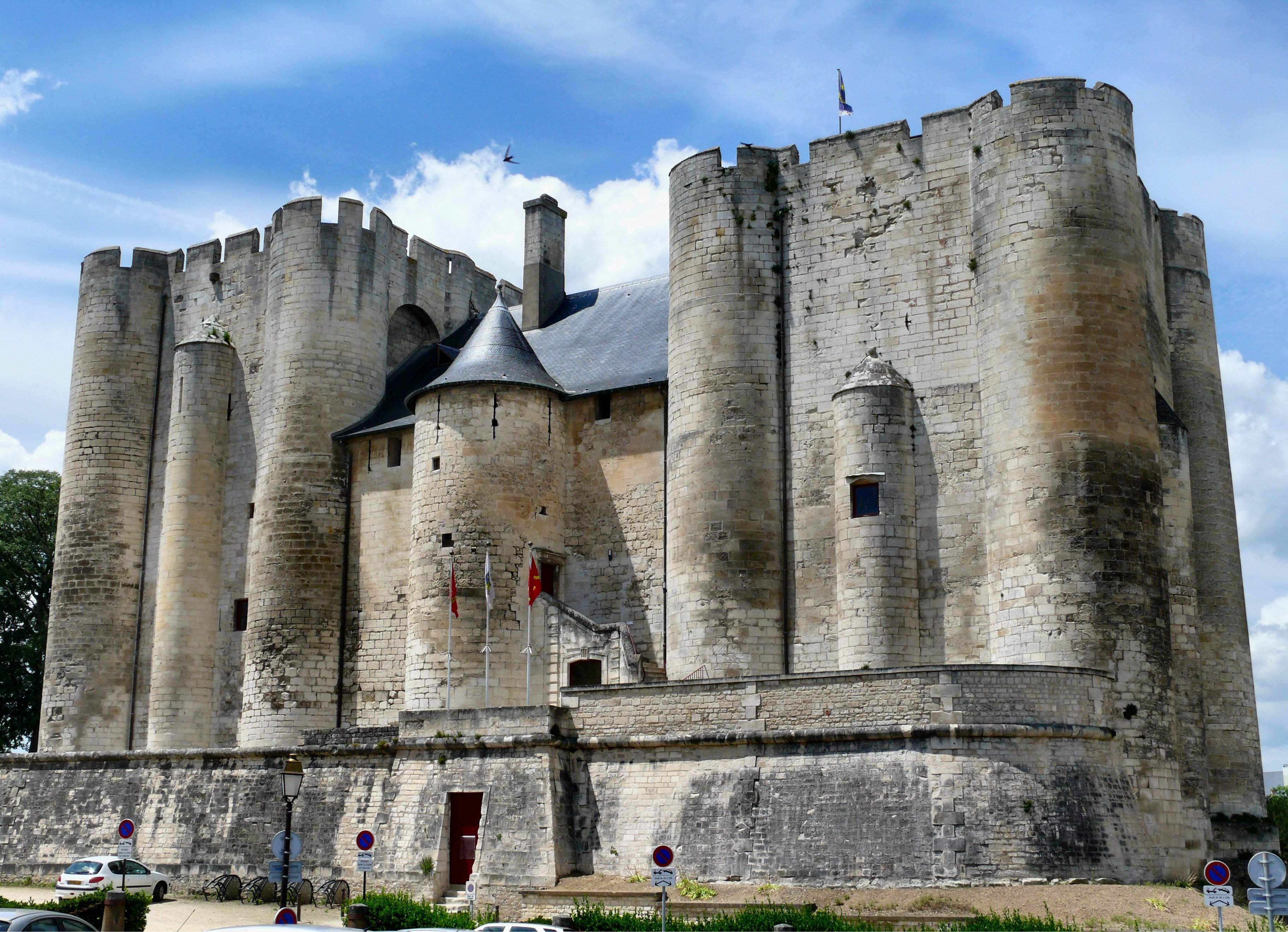
Zwillings-Donjon

Die Burg von Niort besitzt als große Besonderheit einen Zwillings-Donjon. Die beiden romanischen Türme stehen in einem Abstand von 16 Metern und sind durch einen Zwischenbau verbunden. Das Ensemble gab das Kernstück eines großen viereckigen Reduits von 700 Metern Länge ab. Ursprünglich waren die beiden Türme durch eine Kurtine miteinander verbunden.
König Heinrich II. von England wollte mit dieser „uneinnehmbaren Festung“ die französische Provinz sichern, welche seine Gattin Eleonore von Aquitanien als Mitgift 1152 in die Ehe eingebracht hatte. Die Wehranlage stellte eigentlich eine ganze mittelalterliche Stadt mit Wohnhäusern, Gärten und Exerzierplatz dar. Das Kollegiatstift Saint-Gaudens mit der dazugehörigen Kirche war ebenfalls Teil davon, wurde aber während der Hugenottenkriege zerstört. Die Burganlage diente später als Gefängnis und danach als Museum.
Die beiden Türme haben einen annähernd quadratischen Grundriss. Der Südturm ist 28, der Nordturm 23 Meter hoch. Rundtürme verstärken die vier Ecken jedes Donjon und ein massives Strebewerk festigt die Verbindungsmauern. Die Donjons sind ein typisches Beispiel der militärischen Architektur der damaligen Zeit: dicke Wände, Strebepfeiler und nur wenige und schmale Öffnungen. Zinnen und Maschikulis an der Nordost- und Südwestseite erlaubten eine aktive Verteidigung der Burg. Der Nordturm brach 1749 teilweise ein, wurde aber 1750 neu aufgebaut. Das Bauwerk, welches heute temporäre Ausstellungen beherbergt, ist seit 1840 ein französisches Kulturdenkmal. Die begehbaren Plattformen bieten einen schönen Blick auf Niort und die Sèvre.

### Le Pilori

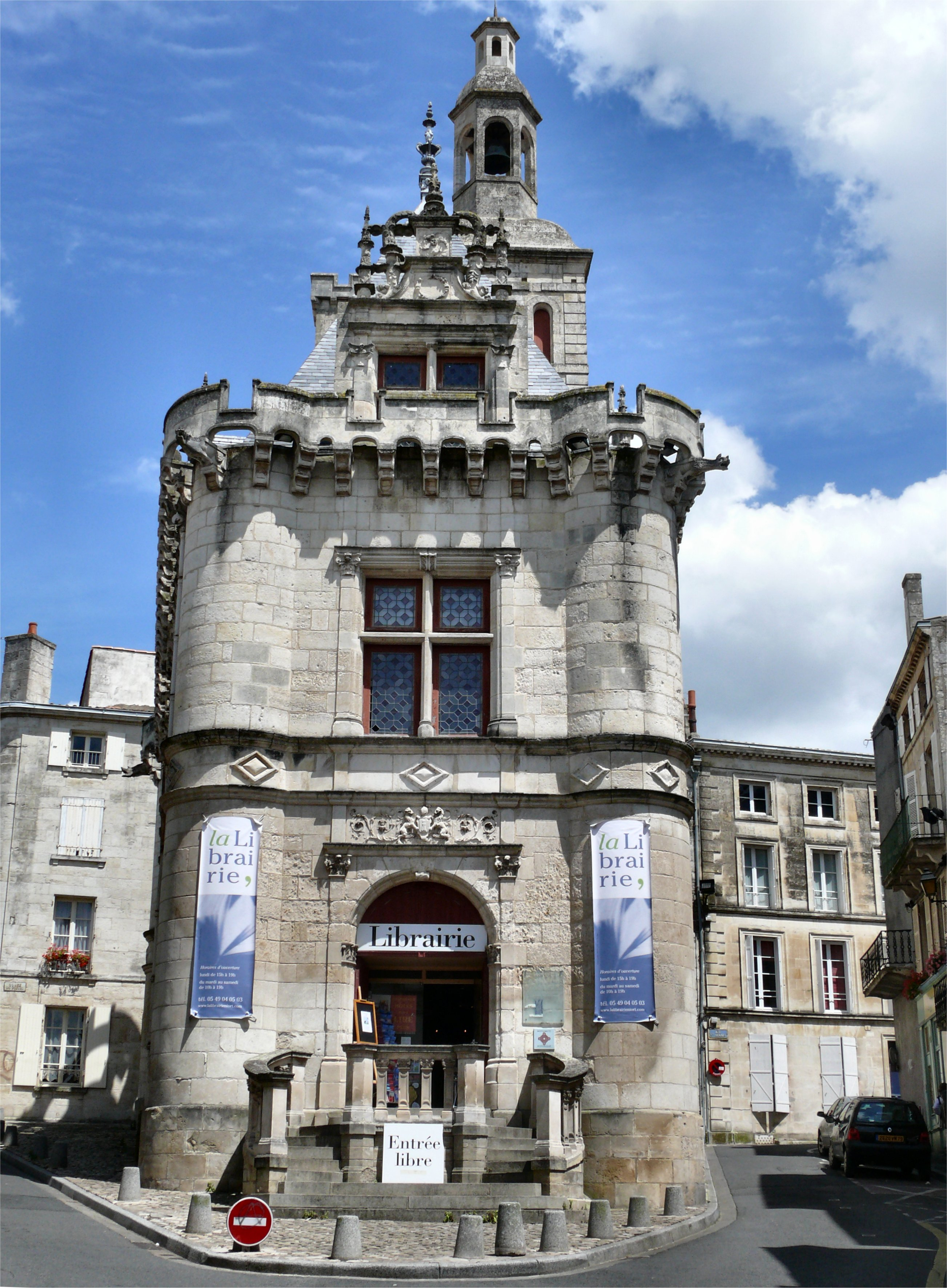
Le Pilori

Le pilori (‚der Pranger‘) nennt sich das ehemalige Rathaus des Architekten Mathurin Berthomé. Der typische Renaissancebau aus dem 16. Jahrhundert wurde an jener Stelle errichtet, an der im Mittelalter der Pranger stand. Der obere Teil des Belfrieds wurde im 17. Jahrhundert ergänzt. Das dreigeschossige Gebäude verfügt über einen trapezförmigen Grundriss. Bei der Außendekoration ist vor allem die Fensterbekrönung des obersten Fenster bemerkenswert. Die Steinmetzarbeit des Ziergiebels bildet unter anderem mehrere Kandelaber ab. Das Gebäude wurde 1885 restauriert, wobei Charles Lameire die Innenbemalung des Saales im ersten Stock ausführte. In diesem Saal ist auch ein bemaltes Cheminée zu sehen, das neben Pflanzenornamenten mit den Wappen der Bürgermeister und Ratsherren des Ancien Régime verziert ist.
Der Bau ist seit 1879 ein französisches Kulturdenkmal. Nachdem er in jüngerer Zeit eine Buchhandlung beherbergte, gehört er heute der Stadt und wird temporär für Kunstausstellungen genutzt.

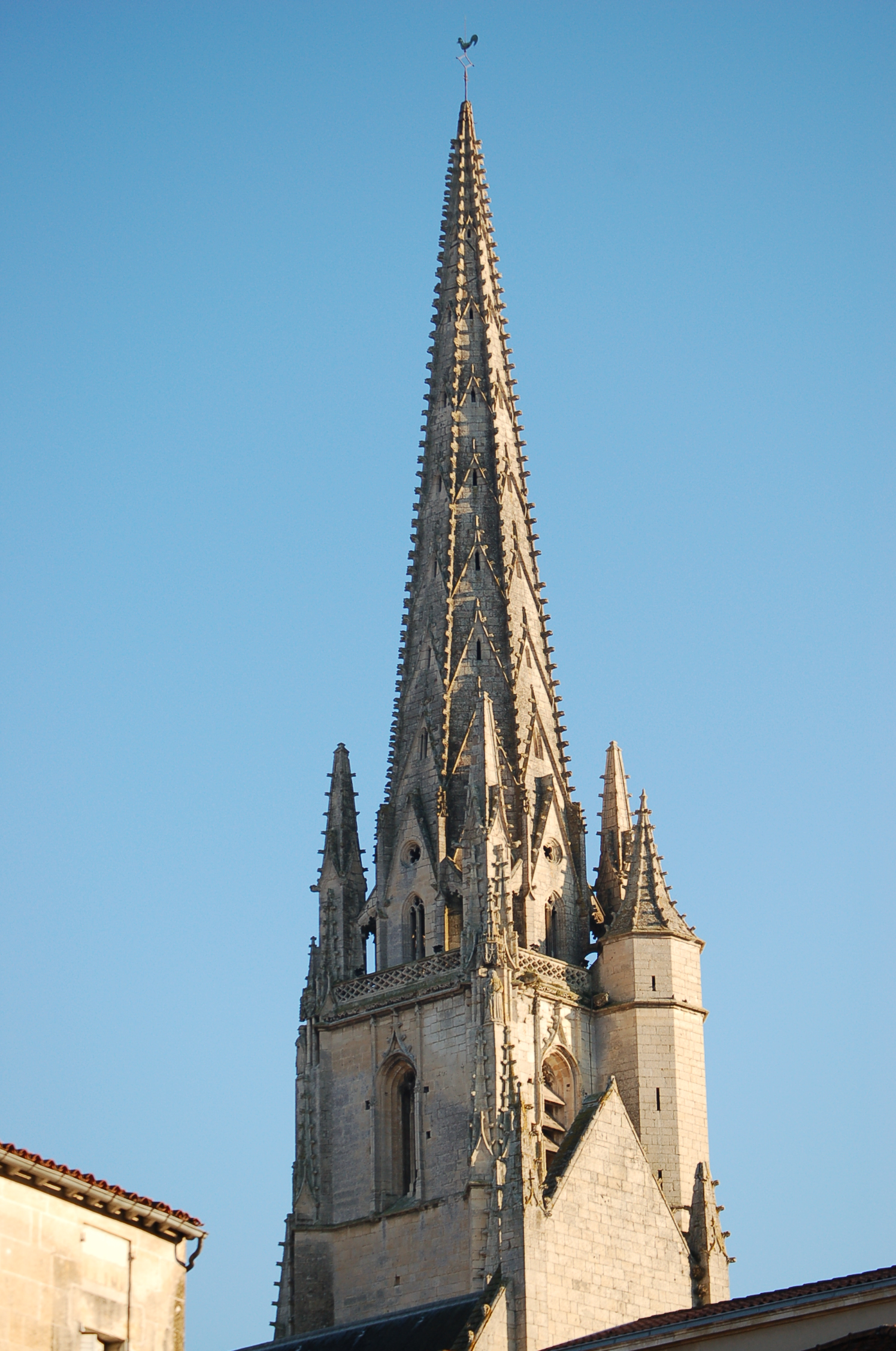
Kirche Notre-Dame

### Kirche Notre-Dame
Die an der Stelle eines romanischen Gotteshauses im Flamboyant-Stil errichtete Kirche Notre-Dame geht auf das 14. Jahrhundert zurück, doch stammen die meisten Komponenten aus dem 15. und 16. Jahrhundert. Das Mittelschiff wird von zwei Seitenschiffen, in denen offene Kapellen untergebracht sind, flankiert. Das Ensemble ist mit einem achtteiligen Kreuzrippengewölbe überdeckt. Die Kirche verfügt über einen spitz zulaufenden Kirchturm, der mit seinen 75 Meter Höhe der höchste im Département Deux-Sèvres ist. Der Haupteingang an der Nordseite verfügt über ein bemerkenswertes, der Jungfrau Maria gewidmetes Portal aus dem 16. Jahrhundert, das den Übergang von der Spätgotik zum Renaissance-Stil aufzeigt. Einer der Architekten war  Mathurin Berthomé, der auch den Turm entwarf.
1771 wurde der Hauptaltar nach Westen verschoben und eine neue Raumeinteilung geschaffen. Zusätzliche Fenster (mit dem Jessebaum-Motiv) an der Stelle von Seitenportalen sorgten für mehr Helligkeit im Innern. Die Kanzel aus geschnitzter Eiche und der Kreuzgang sind im neugotischen Stil (1877) gehalten. Zur Innenausstattung gehören auch Bildteppiche aus Aubusson (18. Jahrhundert). Die Kirche ist seit 1908 ein französisches Kulturdenkmal.

### Kirche Saint-André

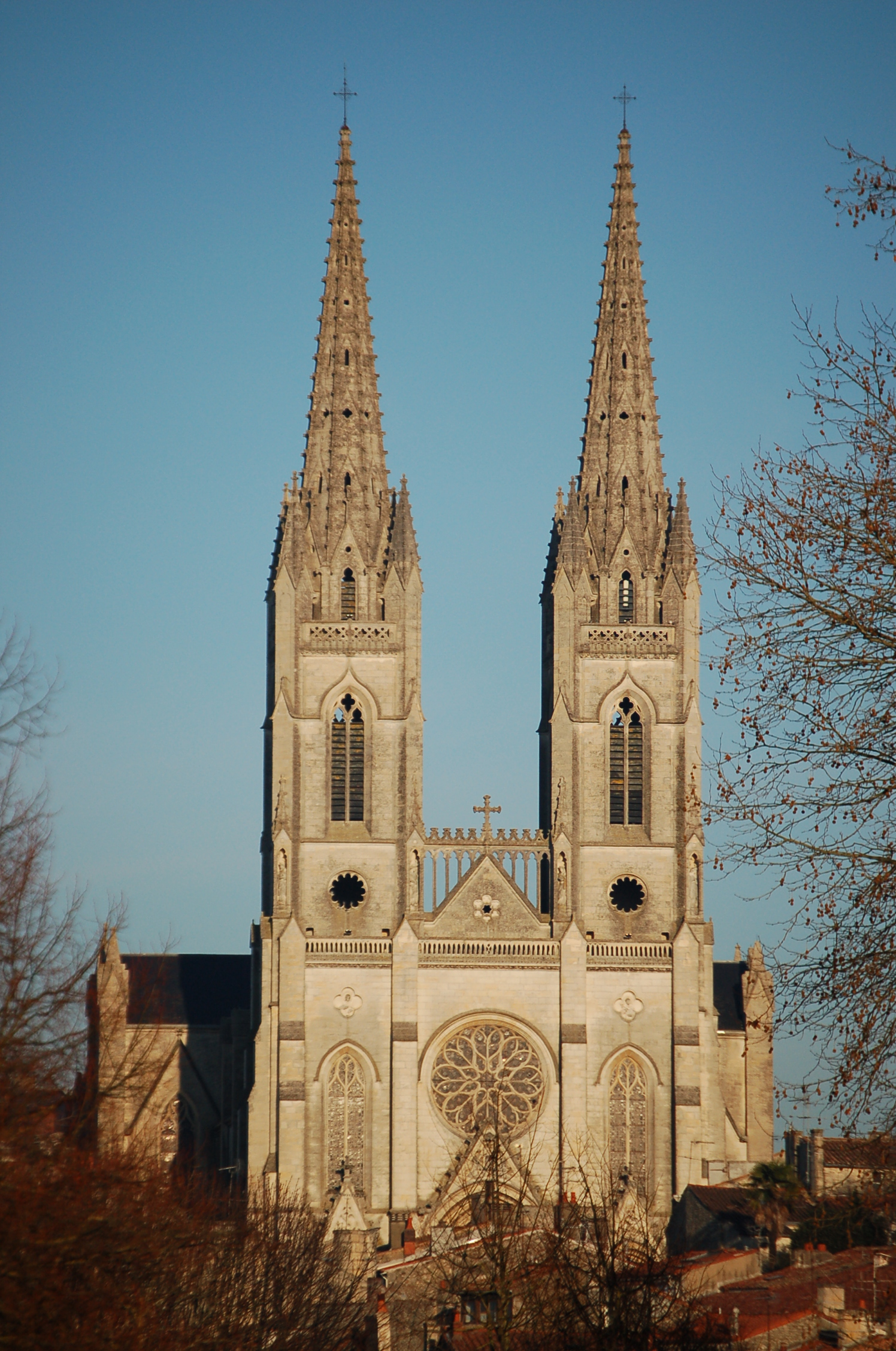
Kirche Saint-André

Von der ursprünglichen Kirche Saint-André, einst ein bedeutender romanischer Sakralbau, sind nur noch einige beschädigte Außenskulpturen, die heute im Museum aufbewahrt werden, erhalten geblieben. Das Bauwerk wurde zur Zeit der Gotik und der Renaissance neu errichtet, aber bereits im Jahre 1588 von den Hugenotten stark zerstört. 1685 restauriert, verändert und erweitert, diente es während des Aufstandes der Vendée als Futterspeicher für Pferde, wobei es in Richtung Kavalleriekaserne verlängert wurde. Das heutige Aussehen verdankt die Kirche dem örtlichen Architekten Segrétain, der sie im neugotischen Stil zwischen 1855 und 1863 ein drittes Mal aufbaute. Manche Kunstkritiker sehen im heutigen Bau eine „durchaus gelungene“ Persiflage auf die gotische Architektur des 13. Jahrhunderts. Im Innern der Apsis sind auf der Südseite noch Reste einer Kapelle aus der Zeit der Renaissance zu erkennen. Bemerkenswert bei der Ausstattung sind die geschnitzte Kanzel aus dem 17. und das von Lattainville erschaffene Passionsgemälde aus dem 18. Jahrhundert sowie ein hölzernes Kruzifix aus demselben Jahrhundert.

### Markthalle

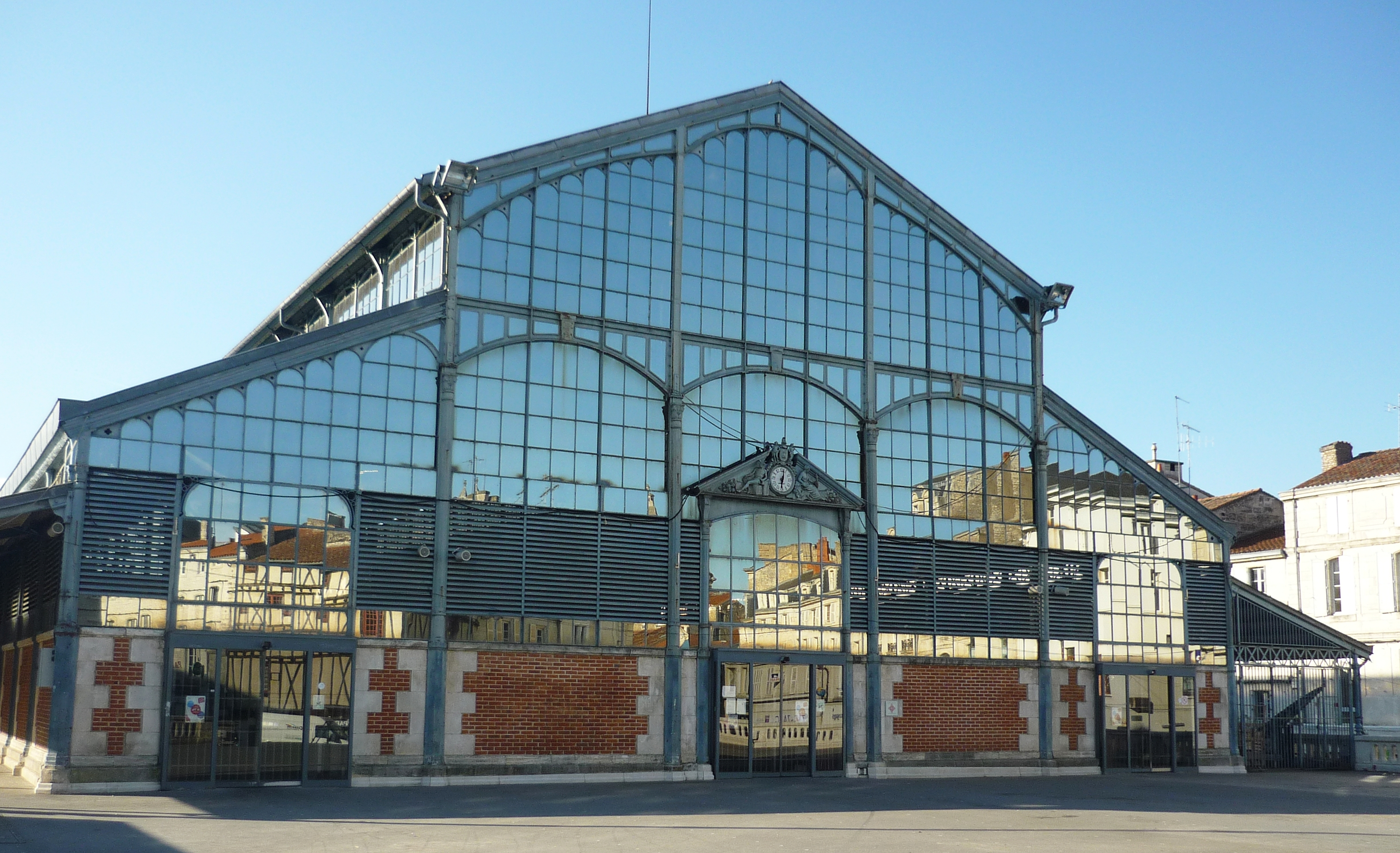
Markthalle

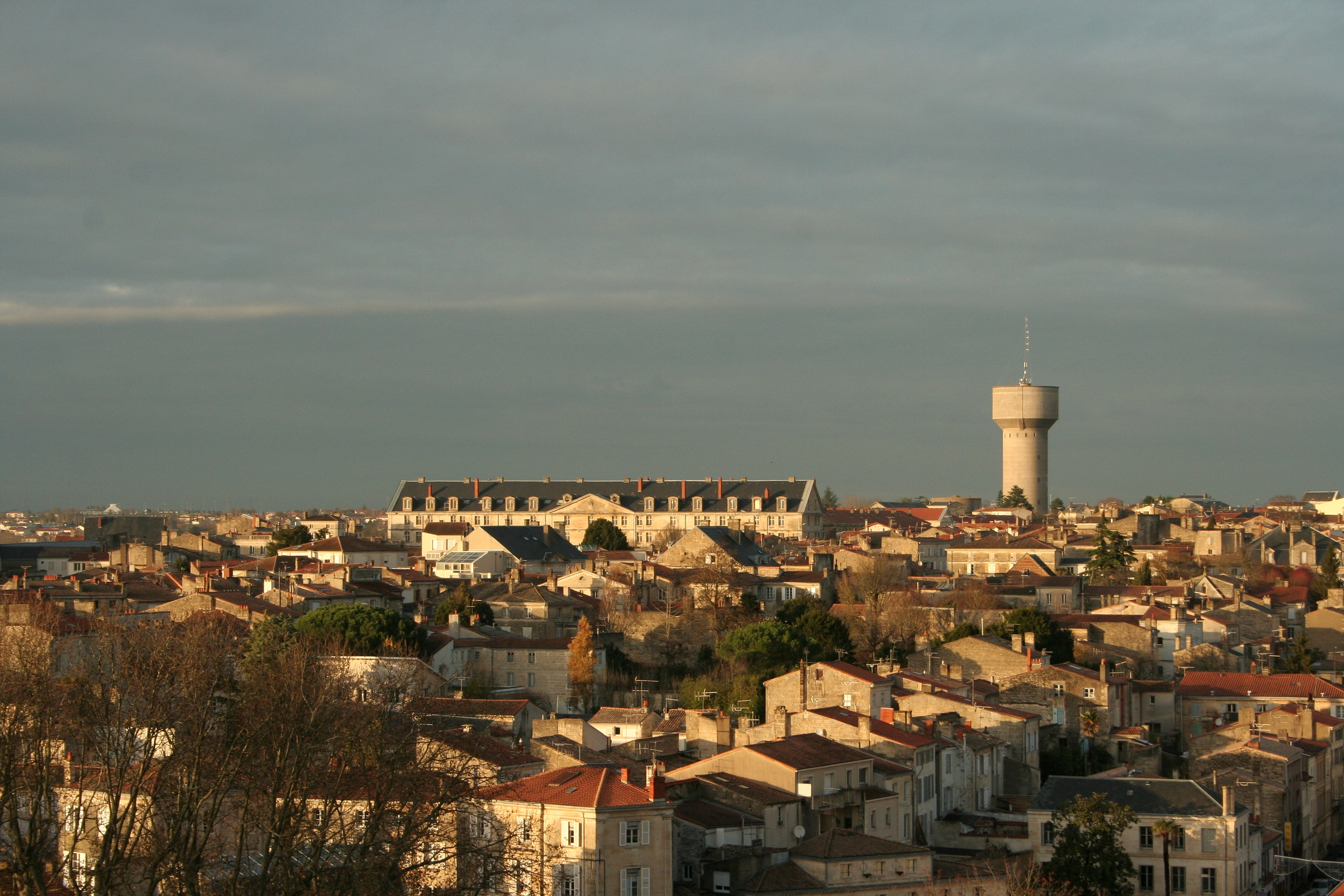
Quartier Du Guesclin

Die Markthalle (Les halles) wurde 1869 von Durand, Stadtarchitekt von Niort, errichtet. Die verglaste Gusseisen- und Stahlkonstruktion ist der dritte gedeckte Markt in der Geschichte der Stadt. Der erste bestand bereits im Mittelalter und soll den Übernamen „das schönste Gedränge im französischen Königreich“ getragen haben. Die heutige Gebäudekonstruktion ist eine Anlehnung an den Pavillon Baltard von Paris (1977 abgetragen und in Nogent-sur-Marne neu aufgebaut). Die Halle besteht aus einem breiten Mittelschiff, das von zwei Seitenschiffen flankiert ist; später wurde den Seitenschiffen noch je eine Galerie, die sich zur Place du Donjon bzw. zur Rue Brisson öffnen, hinzugefügt. Jede Fassade ist mit drei Blendarkaden verziert, wobei in der mittleren Arkade die Eingangspforte angebracht ist. Über diesen Zugängen befinden sich Portalbekrönungen in Form einer Gusseisenplastik, die neben Obstornamenten Mercurius (der römische Gott der Händler) und Ceres (die römische Göttin des Ackerbaus) zeigen. Das Gebäudeensemble ist seit 1987 ein „Monument historique“ (Kulturdenkmal).
Marktbetrieb ist von Dienstag bis Sonntag jeweils bis 14 Uhr. Donnerstags und samstags werden im Freien zusätzliche Marktstände aufgebaut.

### Kaserne
Mit dem Bau der Kaserne Du Guesclin (benannt nach dem Heerführer Bertrand du Guesclin) wurde 1734 am ehemaligen Marktplatz Place Saint-Gelais begonnen. Heute heißt der Platz, der den Stadtteil Quartier Du Guesclin dominiert, Place Chanzy. Auftraggeber der Kaserne im Vauban-Stil war Bürgermeister Thibault de Bouteville. Das Gebäude besteht aus einem einzigen imposanten dreigeschössigen Trakt, in dem 720 Soldaten Platz fanden. Im Erdgeschoss waren die Pferdeställe untergebracht. Die Kaserne wurde in den Jahren 1779, 1830 und 1894 sukzessive vergrößert. Die Truppenunterkunft beherbergte in den 160 Jahren, in denen sie in Betrieb war, nacheinander 43 Kavallerieregimenter, darunter das bekannte Husarenregiment Nr. 7, das 1792 während der Französischen Revolution gegründet wurde und noch lange zum alltäglichen Erscheinungsbild der Stadt gehörte. Heute ist der Bau, der seit 1994 als französisches Kulturdenkmal gilt, Sitz des Generalrates des Département Deux-Sèvres.

### Weitere Bauwerke

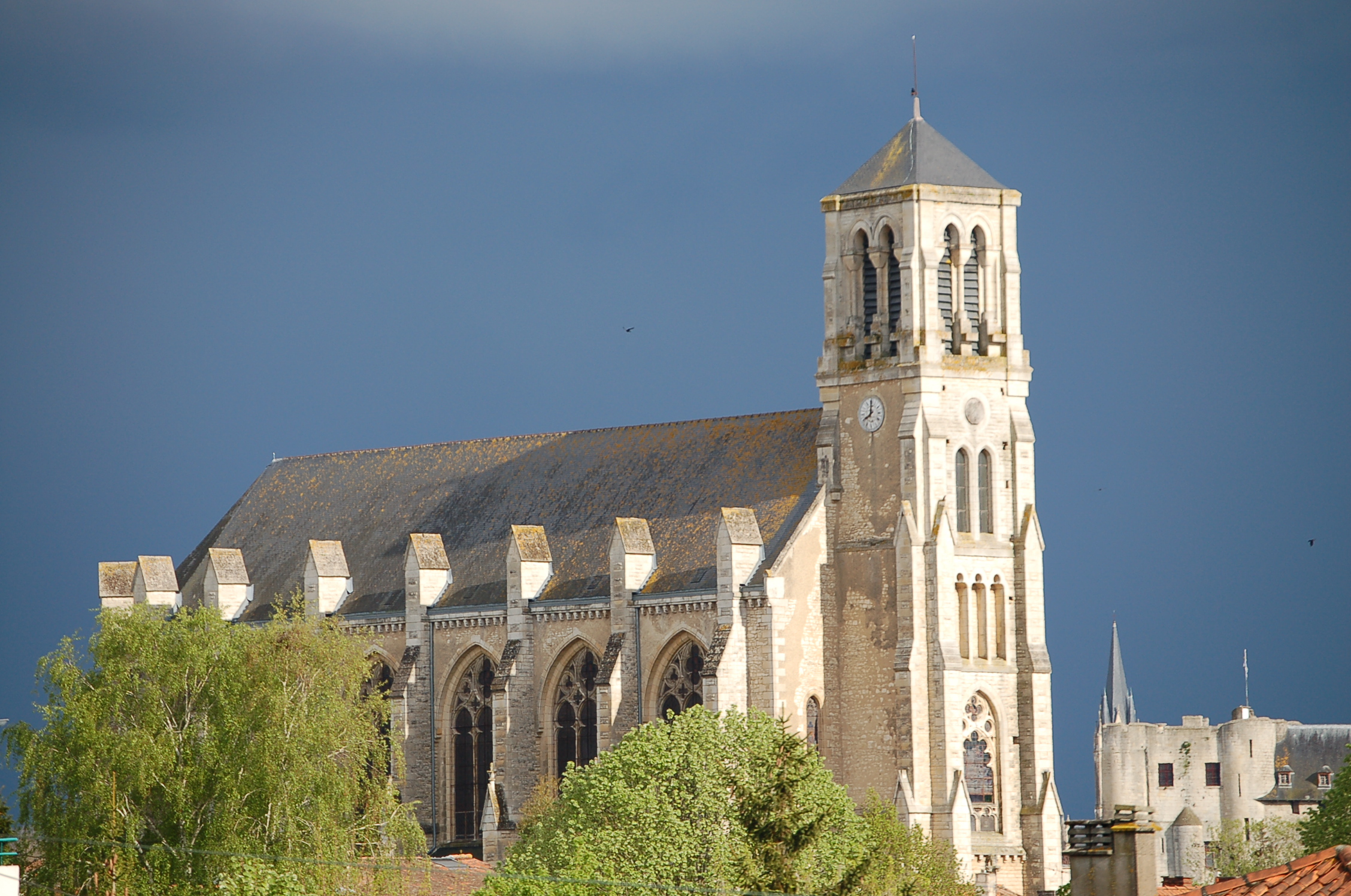
Kirche Saint-Étienne-du-Port

- Die Kirche Église Sainte-Pezenne aus dem frühen 12. Jahrhundert ist die älteste Kirche von Niort. Der Chor stellt ein archaisches Zeugnis der romanischen Baukunst dar. Das Bauwerk ist seit 2003 ein französisches Kulturdenkmal.[7]

- Die neogotische Kirche Église Saint-Étienne-du-Port stammt aus dem 19. Jahrhundert. Das einschiffige Bauwerk mit Chorumgang ist seit 2008 ein französisches Kulturdenkmal.[8]

- Die reformierte Kirche Le Temple protestant war ursprünglich die Klosterkirche der Ordensgemeinschaft der Cordeliers. Der gotische Bau aus dem 13. Jahrhundert wurde während der Hugenottenkriege stark beschädigt, aber bereits unter der Regentschaft König Heinrichs IV. restauriert. Im Jahr 1800 wurde die Kirche an die Stadt Niort verkauft, die es nach einer erneuten Instandstellung 1805 an die evangelische Gemeinde abgab. Bemerkenswert im Innern des einschiffigen Baus ist die getäfelte Kanzel.

- Das stattliche Wohnhaus Hôtel de la Roulière an der 63, Rue Saint-Gelais wurde 1830 vom Architekten Pierre-Théophile Segretain für den damaligen Bürgermeister Jean-Victor Chebrou de la Roulière errichtet. Das Haus ist seit 1990 ein französisches Kulturdenkmal.[9]

- Das Maison de la Vierge („Haus der Jungfrau Maria“) an der „55, rue Saint-Gelais“ ist ein Fachwerkbau aus dem 15. Jahrhundert, der einer alten, bekannten ansässigen Familie gehörte. Der Name erhielt das Haus wegen einer großen, auffälligen Madonnastatue, die in einer Mauernische der Fassadenecke untergebracht ist. Das Haus, welches sich zurzeit leider in einem sehr schlechten baulichem Zustand präsentiert, ist seit 2001 ein französisches Kulturdenkmal.[10]

- Das Musée Bernard d’Agesci besteht seit 2006 im Gebäude des ehemaligen Gymnasiums.

### Plätze
Die weite Place de la Brêche war ursprünglich der königlich statuierte Messeplatz von Niort. In der Neuzeit wurde eine Bresche in die Festungsmauern gerissen, um mehr Raum zu gewinnen, was ihren Namen erklärt. Der Platz bietet heute Raum für einen öffentlichen Skulpturengarten, der über eine monumentale Treppe zu erreichen ist, hinzu kommen über 1000 Parkplätze. Der Platz, welcher heute von vielen Restaurants und Bars gesäumt wird, wurde für den Durchgangsverkehr gesperrt und terrassenförmig gestaltet. 2012 wurde der Parkplatz in den Untergrund verlegt.

## Lokale Spezialitäten
Die Kultivierung und Weiterzüchtung der Engelwurzen (Angelica) hat in der Gegend um Niort wegen ihrer aromatisierenden und heilenden Eigenschaft eine lange Tradition. Man begann mit der Herstellung eines Likörs auf Basis der Engelwurzen, der Angélique genannt wurde.  Nonnen im 18. Jahrhundert sollen erstmals den Einfall gehabt haben, den Likör als Backzutat zu verwenden. Heute findet man diesen in vielen Konditorwaren, die in Niort verkauft werden.

## Partnerstädte
- Atakpamé, Togo (seit 1958)
- Coburg, Deutschland (seit 1974)
- Wellingborough, Vereinigtes Königreich (seit 1977)
- Springe, Deutschland (seit 1979)
- Tomelloso, Spanien (seit 1981)
- Gijón, Spanien (seit 1982)
- Biała Podlaska, Polen (seit 1995)

## Persönlichkeiten

### In Niort geboren
- Jacques Yver (1520–1572), Erzähler
- Françoise d’Aubigné, Madame de Maintenon (1635–1719), Mätresse und später heimliche Gemahlin Ludwigs XIV., Tochter einer katholischen Mutter und eines hugenottischen Vaters, der sich in Festungshaft befand
- Isaac de Beausobre (1659–1738), protestantischer Theologe
- Santiago de Liniers (1753–1810), Vizekönig des Vizekönigreiches des Rio de la Plata
- Louis de Fontanes (1757–1821), französischer Dichter und Politiker
- Antonin Proust (1832–1905), Journalist und Politiker
- Édouard Jean-Marie Stephan (1837–1923), im Stadtteil Sainte-Pezenne geborener Astronom
- Édouard Bourciez (1854–1946), Romanist und Gaskognist
- Léonce Perret (1880–1935), Schauspieler und Regisseur
- Jean Déré (1886–1970), Komponist und Musikpädagoge
- Jean Pommier (1893–1973), Literaturwissenschaftler und Romanist
- Raymond Cartier (1904–1975),  Journalist und Schriftsteller
- Henri-Georges Clouzot (1907–1977), französischer Regisseur
- Henriette Morineau (1908–1990), Schauspielerin, brasilianische Theaterlegende
- Claude Geffré OP (1926–2017), römisch-katholischer Theologe
- Marc Bleuse (* 1937), Komponist und Musikpädagoge
- Ted Benoît (1947–2016), Comiczeichner
- Françoise Gerbaulet (* 1948), Schriftstellerin
- Thierry Terrasson (* 1966), Comiczeichner und Illustrator
- Mathias Énard (* 1972), Schriftsteller und Übersetzer
- Géraldine Laurent (* 1975), Jazz-Saxophonistin
- Catherine Meurisse (* 1980), Karikaturistin, Cartoonistin und Autorin
- Maxime Lagarde (* 1994), Schachspieler

Sportler:
- Hilaire Gaignard (1884–1964), Flugpionier und Autorennfahrer
- Gabriel Gaudin (1919–1999), Radrennfahrer
- Yvon Tapy (* 1939), Autorennfahrer
- Nicolas Crosbie (* 1980), Radrennfahrer
- Aurélien Capoue (* 1982), Fußballspieler
- Mathieu Claude (* 1983), Radrennfahrer
- Étienne Capoue (* 1988), Fußballspieler
- Johan Gastien (* 1988), Fußballspieler
- Baptiste Masotti (* 1995), Squashspieler
- Olivier Sarr (* 1999), Basketballspieler
- Antoine Baroan (* 2000), Fußballspieler
- Thomas Gachignard (* 2000), Radrennfahrer

### Mit Niort verbunden
- Désiré Beaulieu (1791–1863), Komponist und Konzertveranstalter, starb in Niort.
- Amable Ricard (1828–1876), Politiker (ein Denkmal in Niort erinnert an ihn)
- Ségolène Royal (* 1953 in Dakar), Politikerin der Sozialistischen Partei (PS), war 1995–2001 Mitglied des Gemeinderates von Niort.